# Cerylon histeroides
Cerylon histeroides là một loài bọ cánh cứng trong họ Cerylonidae. Loài này được Fabricius miêu tả khoa học năm 1792.

## Hình ảnh

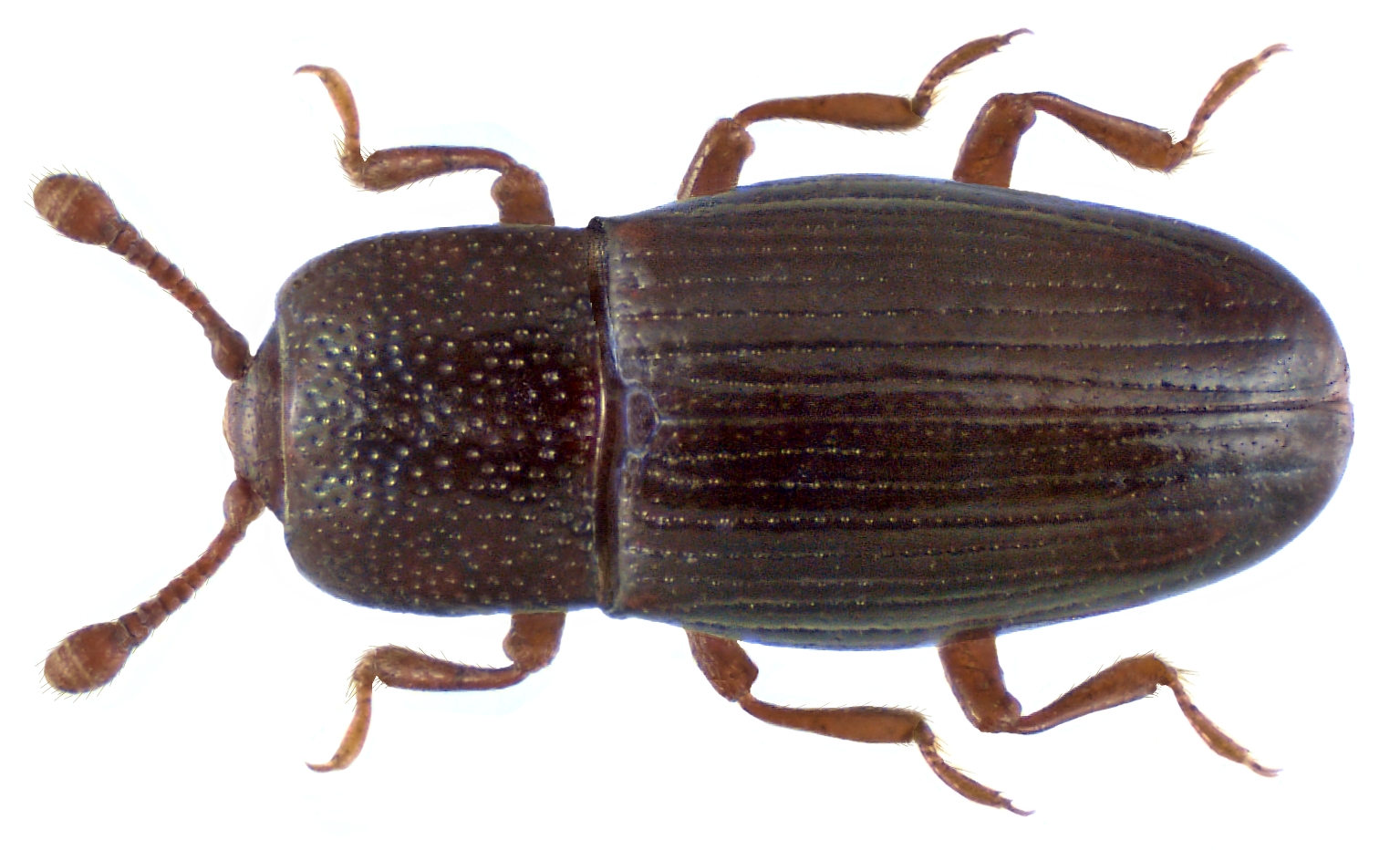
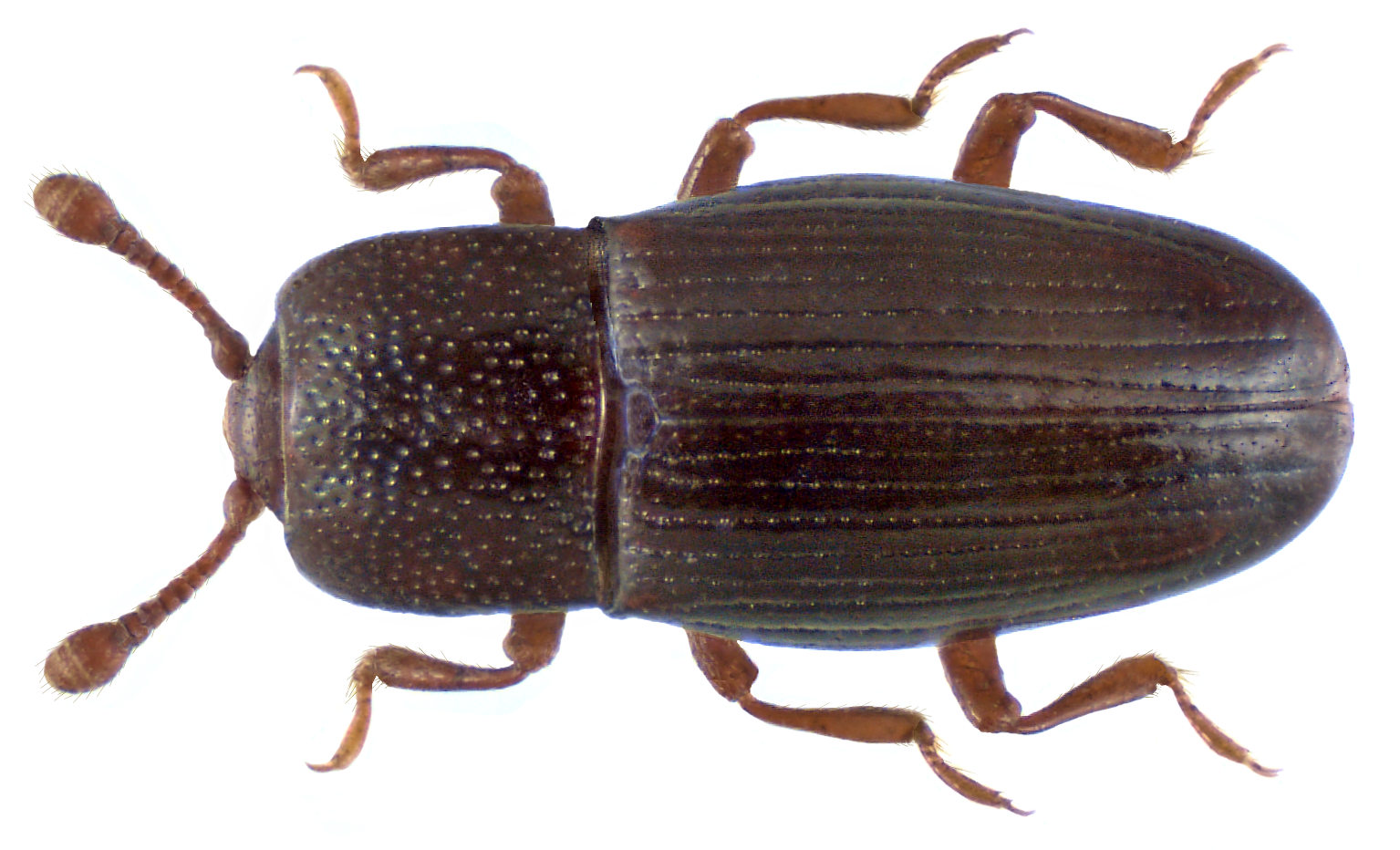
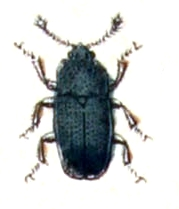
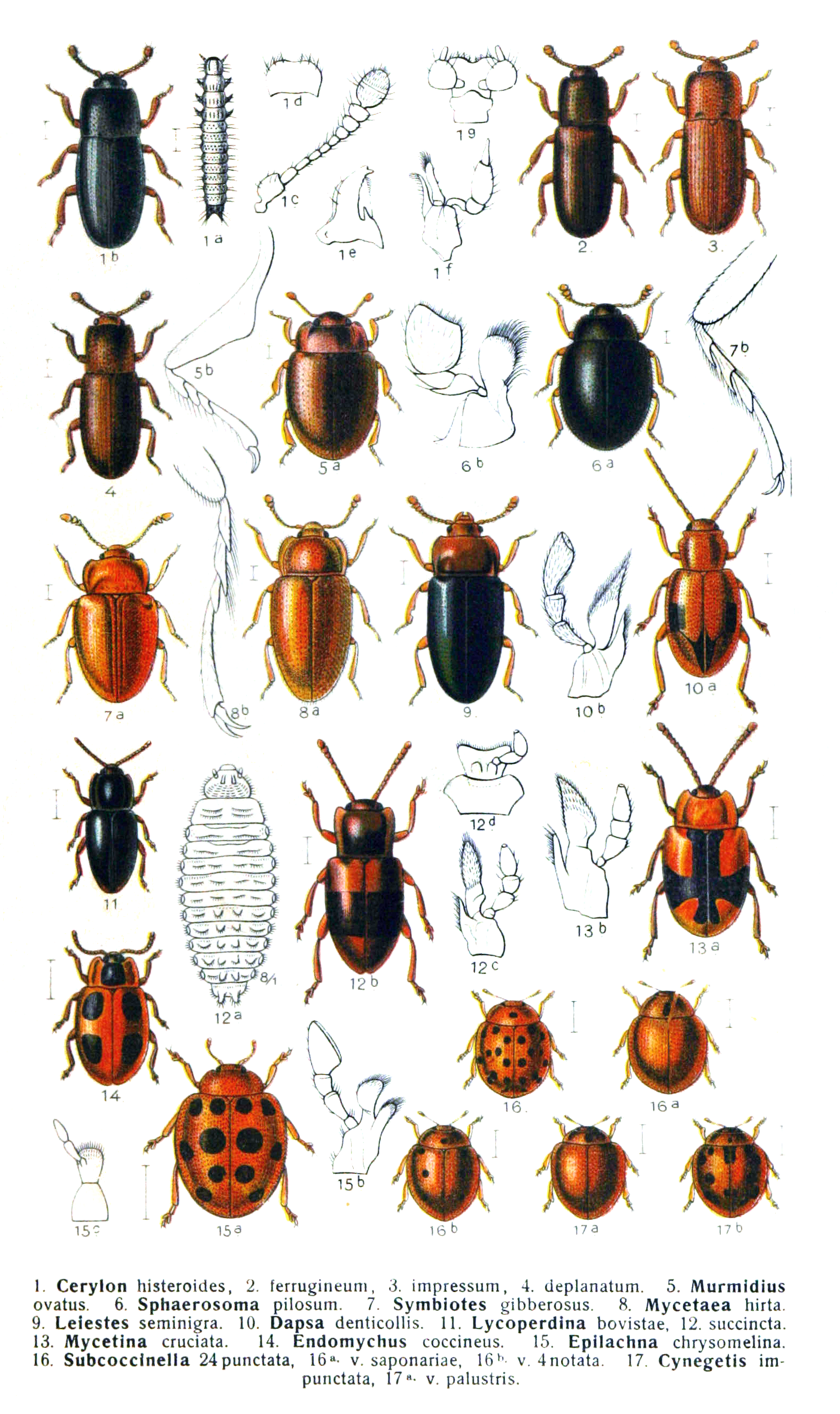